# 广西茶
广西茶（学名：Camellia kwangsiensis）是山茶科山茶属的植物，是中国的特有植物。分布在中国大陆的云南、广西等地，生长于海拔1,500米至1,700米的地区，常生长在疏林中，目前尚未由人工引种栽培。

## 异名
- Camellia kwangnanica H. T. Chang et Chen
- Camellia kwangsiensis H. T. Chang var. kwangnanica (H. T. Chang et Chen) Ming